# United World Chart
Die United World Charts sind eine wöchentliche weltweite Hitparade, die von der Firma Media Traffic ermittelt wird. Es handelt sich dabei um inoffizielle Hitlisten, die aus einer Auswertung und selbst definierten Gewichtung ausgewählter nationaler Hitparaden besteht. Sie werden nicht in Zusammenarbeit mit der Musikindustrie erstellt und nur im Internet publiziert. Sie werden häufig im Zusammenhang mit international vertretenen Künstlern zitiert.

## Geschichte
Media Traffic wurde 1998 von Fred Chuchel aus Deutschland gegründet. Im Februar desselben Jahres begann die Testphase und im Januar 1999 wurde die erste wöchentliche Top-40-Liste veröffentlicht. 2007 begann Media Traffic mit dem Aufbau eines Chartarchivs, das außer den schon vorhandenen Top-40-Listen seit 1999 auch die wöchentlichen Top 10 vor 1999 beinhaltet. Somit entstand ein Chartarchiv über den gesamten Zeitraum ab 1955. 2002 startete Media Traffic die Testphase für eine globale Albumchart. Die erste Albumhitliste wurde im Januar 2004 veröffentlicht.
Media Traffic verzeichnete 2023 fast 750.000 Seitenaufrufe im Monat. Die Listen finden auch Verwendung bei Radio- und Fernsehstationen, so zum Beispiel für die Sendung Sekai Banzuke auf Nippon Television Network. Die United World Chart kann auf mehr als 1000 externe Links verweisen und wird auch auf anderen Internetseiten publiziert, so zum Beispiel Allcharts.org oder auch ChartsInFrance.

## Erhebungsverfahren
Für die Erhebung der United World Chart werden die offiziellen Charts zahlreicher Länder herangezogen, darunter die der USA (Billboard), Japan (Oricon), Großbritannien (Official Charts Company), Deutschland (GfK Entertainment), Frankreich (Syndicat National de l’Édition Phonographique), Kanada (Billboard), Australien (ARIA), Italien (Federazione Industria Musicale Italiana), Spanien (Productores de Música de España), Niederlande (MegaCharts), Belgien (Ultratop), Mexiko (Asociación Mexicana de Productores de Fonogramas y Videogramas), Brasilien (Associação Brasileira dos Produtores de Discos), Argentinien (Argentine Chamber of Phonograms and Videograms Producers), Südkorea (Gaon charts|Gaon & Hanteo), Neuseeland (Official New Zealand Music Chart), Österreich (GfK Entertainment), Schweiz (GfK Entertainment), Dänemark (Tracklisten), Norwegen (VG-lista), Schweden (Sverigetopplistan), Finnland (Suomen Virallinen Lista), Irland (Irish Recorded Music Association), Portugal (Associação Fonográfica Portuguesa), Polen (Polish Music Charts / ZPAV), Ungarn (Association of Hungarian Record Companies / MAHASZ), Griechenland (IFPI Greece). Dazu kommen weitere inoffizielle Quellen.
Albums: Die Albumcharts basieren auf den weltweiten physischen und digitalen Verkäufen sowie Streaming. Die daraus ermittelten sogenannten equivalent sales ergeben sich aus den offiziellen Daten der einzelnen Länder, beziehungsweise – wenn nicht verfügbar – aus der Gewichtung der nationalen Albumhitlisten nach ihrer Marktgröße gemäß der neuesten IFPI-Statistik.
Tracks: Auch bei den Trackcharts bilden die weltweiten physischen und digitalen Verkäufe sowie Streaming die Grundlage der Erhebung. Hinzu kommt hier aber auch noch die Auswertung von Radio-Airplay. Neben den vielen offiziellen nationalen Airplay-Charts fließen dann noch Daten von Playlists hunderter Radio-Stationen mit ein. Bei der Gewichtung hat Streaming mittlerweile einen Anteil von 70 % erreicht (Stand 2023), Verkäufe und Airplay teilen sich jeweils 15 %.

## Die erfolgreichsten Alben aller Zeiten
1. Michael Jackson: Thriller, Epic 1983
2. Pink Floyd: The Dark Side of the Moon, Harvest 1973
3. Soundtrack: Grease, RSO 1978
4. Soundtrack: The Bodyguard, Arista 1992
5. Fleetwood Mac: Rumours, Warner Bros. 1977
6. Eagles: Their Greatest Hits (1971–1975), Asylum 1976
7. Soundtrack: Saturday Night Fever, RSO 1978
8. AC/DC: Back in Black, Atlantic 1980
9. Bob Marley & The Wailers: Legend, Island 1984
10. Beatles: 1, Apple 2000

## Die erfolgreichsten Songs aller Zeiten
1. Elton John: Candle in the Wind, A&M 1997
2. The Weeknd: Blinding Lights, XO Recordings / Republic 2019
3. Ed Sheeran: Shape of You, Asylum / Atlantic 2017
4. Harry Styles: As It Was, Erskine / Columbia 2022
5. Tones and I: Dance Monkey, Bad Batch 2019
6. The Kid Laroi & Justin Bieber: Stay, Grade A Productions / Columbia 2021
7. Whitney Houston: I Will Always Love You, Arista 1992
8. Mariah Carey: All I Want For Christmas Is You, Columbia 1994
9. Bryan Adams: (Everything I Do) I Do It for You, A&M 1991
10. Pharrell Williams: Happy, Back Lot / Columbia 2014

## Die erfolgreichsten Jahres-Hits
- 1955 Pérez Prado & His Orchestra: Cherry Pink and Apple Blossom White, RCA Victor
- 1956 Doris Day: Whatever Will Be, Will Be (Qué será, será), Philips /Columbia
- 1957 Pat Boone: Love Letters in the Sand, London / Dot
- 1958 The Kingston Trio: Tom Dooley, Capitol
- 1959 Bobby Darin: Mack the Knife, Atco / London
- 1960 Elvis Presley: It’s Now or Never, RCA
- 1961 Elvis Presley: Surrender, RCA
- 1962 Pat Boone: Speedy Gonzales, London / Dot
- 1963 The Beatles: I Want to Hold Your Hand, Parlophone / Capitol
- 1964 The Beatles: Can’t Buy Me Love, Parlophone / Capitol
- 1965 The Rolling Stones: Satisfaction, Decca London
- 1966 Frank Sinatra: Strangers in the Night, Reprise
- 1967 Scott McKenzie: San Francisco, Ode / CBS
- 1968 The Beatles: Hey Jude, Parlophone / Apple
- 1969 The Archies: Sugar Sugar, Calendar / RCA
- 1970 George Harrison: My Sweet Lord, Apple
- 1971 Carly Simon: You’re So Vain, Elektra
- 1972 Hot Butter: Popcorn, Musicor
- 1973 The Rolling Stones: Angie, Rolling Stones
- 1974 Terry Jacks: Seasons in the Sun, Bell
- 1975 Queen: Bohemian Rhapsody, EMI / Elektra
- 1976 ABBA: Dancing Queen, Atlantic / Epic / Polydor
- 1977 Bee Gees: How Deep Is Your Love, RSO
- 1978 John Travolta & Olivia Newton-John: You’re the One That I Want, RSO
- 1979 Pink Floyd: Another Brick in the Wall (Part II), Harvest / Columbia
- 1980 Barbra Streisand: Woman in Love, Columbia
- 1981 Kim Carnes: Bette Davis Eyes, EMI
- 1982 Culture Club: Do You Really Want to Hurt Me, Epic / Virgin
- 1983 Irene Cara: Flashdance … What a Feeling, Casablanca
- 1984 Stevie Wonder: I Just Called to Say I Love You, Motown
- 1985 USA for Africa: We Are the World, CBS / Columbia
- 1986 Madonna: Papa Don’t Preach, Sire
- 1987 Whitney Houston: I Wanna Dance with Somebody (Who Loves Me), Arista
- 1988 Phil Collins: A Groovy Kind of Love, Virgin / Atlantic
- 1989 Madonna: Like a Prayer, Sire
- 1990 Sinéad O’Connor: Nothing Compares 2 U, Chrysalis
- 1991 Bryan Adams: (Everything I Do) I Do It For You, A&M
- 1992 Whitney Houston: I Will Always Love You, Arista
- 1993 UB40: Can’t Help Falling in Love, Virgin
- 1994 Mariah Carey: All I Want for Christmas Is You, Columbia
- 1995 Coolio feat. L.V.: Gangsta’s Paradise, MCA
- 1996 Los Del Rio: Macarena, RCA
- 1997 Elton John: Candle in the Wind, A&M
- 1998 Celine Dion: My Heart Will Go On, 550 Music / Columbia
- 1999 Britney Spears: Baby One More Time, Jive
- 2000 Madonna: Music, Maverick
- 2001 Kylie Minogue: Can’t Get You Out of My Head, Parlophone
- 2002 Shakira: Whenever, Wherever, Epic
- 2003 OutKast: Hey Ya!, Arista
- 2004 Maroon 5: This Love, Octone / J Records
- 2005 James Blunt: You’re Beautiful, Atlantic
- 2006 Shakira feat. Wyclef Jean: Hips Don’t Lie, Epic
- 2007 Timbaland feat. OneRepublic: Apologize, Mosley / Blackground / Interscope
- 2008 Leona Lewis: Bleeding Love, Syco Music
- 2009 Black Eyed Peas: I Gotta Feeling, Interscope
- 2010 Eminem feat. Rihanna: Love the Way You Lie, Aftermath / Interscope
- 2011 Adele: Rolling in the Deep, XL Recordings
- 2012 Carly Rae Jepsen: Call Me Maybe, Interscope
- 2013 Robin Thicke feat. T.I. & Pharrell Williams: Blurred Lines, Interscope
- 2014 Pharrell Williams: Happy, Back Lot / Columbia
- 2015 Adele: Hello, XL Recordings
- 2016 Justin Timberlake: Can’t Stop the Feeling!, DreamWorks / RCA
- 2017 Ed Sheeran: Shape of You, Asylum / Atlantic
- 2018 Maroon 5 feat. Cardi B: Girls Like You, Interscope
- 2019 The Weeknd: Blinding Lights, XO Recordings / Republic
- 2020 Dua Lipa: Levitating, Warner
- 2021 Kid Laroi feat. Justin Bieber: Stay, Grade A Productions / Columbia
- 2022 Harry Styles: As It Was, Erskine / Columbia

Grundlage für die Auswertung der erfolgreichsten Jahreshits ist die Alltime Track Chart. Aufgrund des unterschiedlichen Wertungszeitraums variieren die Angaben teilweise zu den Jahresendlisten.